# Maiden Japan
Albums de Iron Maiden
Killers
(1981) The Number of the Beast
(1982)
Maiden Japan, parfois aussi connu sous le titre Heavy Metal Army, est un mini-album live du groupe de heavy metal britannique Iron Maiden publié le 14 septembre 1981. Il a atteint la 43e place des charts britanniques. Le titre est un jeu de mots avec l'album live Made in Japan de Deep Purple.

## Description
Le groupe n’avait initialement pas le projet d’enregistrer un mini-album live lors de cette tournée, mais il fut réalisé sous la pression du public japonais.
L’édition japonaise originale, baptisée Heavy Metal Army est sortie en septembre 1981.
Elle comprend quatre titres enregistrés au Kosei Nenkin Hall de Nagoya le 23 mai 1981, pendant la première tournée du groupe au Japon et avec Paul Di'Anno comme chanteur. Celui-ci sera remplacé en octobre de la même année par Bruce Dickinson. La plupart des éditions nord et sud-américaines comprennent un 5e titre (Wrathchild).
On peut remarquer que l’édition vénézuélienne du disque possède une pochette différente où la mascotte Eddie tient la tête décapitée de Paul Di'Anno, qui est devenue un item de collection très recherché des fans d’Iron Maiden. Cette pochette est celle qui aurait dû initialement sortir dans le monde entier, mais du fait du départ du chanteur après cette tournée et devant les risques de mauvaise interprétation, c’est la pochette que nous connaissons (avec le sabre) qui fut publiée. Comment cette image a pu atterrir au Venezuela reste un mystère.
Les morceaux de Maiden Japan ont été réédités en 1990 dans First Ten Years, avec les quatre titres disponible sur le pressage original japonais.
En novembre 2008 est sorti au Japon pour la première fois en 27 ans la bande audience complète du concert, sur un double CD bootleg du label Tarantura.

## Liste des titres
1. Running Free
2. Remember Tomorrow
3. Wrathchild (éditions Peruvien, Argentine, Brésil, USA, Nouvelle-Zélande, Australie, Canada, Venezuela)
4. Killers
5. Innocent Exile

## Musiciens
- Paul Di'Anno : chant
- Dave Murray : guitare
- Adrian Smith : guitare
- Steve Harris : basse
- Clive Burr : batterie